# Јапанска лака крстарица Јубари
Јубари је била лака крстарица изграђена између 1922. и 1923. године за потребе јапанске ратне морнарице, Била је то најлакша лака крстарица у јапанској ратној морнарици током Другог светског рата.

## Историја
Крстарица је замишљена и пројектована као експериментални брод. На њој је јапанска морнарица требало да провери могућност постављања тешког наоружања на лаки труп. На основу тог пројекта, планирала се изградња следеће серије тешких крстарица. Крстарица је планирана још по програму "8-4" и дато јој је име „Ајасе“, но није поручена током 1917. године. Поруџбина је дата 1920. године по новом "8-8" програму и добила је име Јубари. На новом броду су испробана нова конструктивна решења, која треба касније да се користе при изградњи тешких крстарица од 7.500 тона. По први пут у јапанској флоти је испробана идеја да се укључи бродски оклоп у конструкцију осигурања јачине трупа. Да је то оригинално и добро решење, показује чињеница, да је труп код крстарице Јубари 31,3% од укупне тежине, наспрам 38,3% код крстарице класе Сендај, а да труп није изгубио на својој јачини. Градња крстарице Јубари почела је 5. јуна 1922. године на доку државног бродоградилишта у Сасебу, а поринута је 5. марта 1923. године.
Оклопни појас дебљине 30 mm је наставак унутрашње плоче дуплог дна, и нагнут је 10 степени са унутрашње стране, одоле нагоре. Унутрашња плоча се састојала од две плоче по 15 mm, а између њих се налазио резрвни резервоар за нафту. Оклоп брода покривао је 58,5 метара трупа или 42%. Погонско постројење било је исто као и на разарачима класе Минеказе и троцилиндрична турбина је давала снагу од 57.900 КС. Котлови на крстарици су били мешовити: нафта и нафта-угаљ. Котлови који су користили нафту и угаљ налазили су се у предњем котловском одељењу, а остали су били постављени у друга два котловска одељења. Машинско одељење било је подељено на два дела и налазило се иза котловских одељења. Оригинални пројекат је предвиђао два димњака, који су касније обједињени у један.
За артиљерију главног калибра изабрани су топови 145mm/50 модел „Нендо Шики 3", распоређених као два двоцевна и два једноцевна. Једноцевни топови су покривени штитовина и код њих су се пројектили додавали ручно, док су се двоцевни топови налазили у електрифицираним и механизованим потпуно затвореним куполама. Топови су се померали увис до 30 степени и имали брзину гађања од 6 до 10 пројектила у минути. Један против-авионски топ од 76 mm постављен у централном делу брода. Лаку против-авионску артиљерију представљала су два једноцевна митраљеза од 13 mm. два двоцевна торпедна апарата 610 mm. постављена су такође у централном делу брода, што је био случај и код јапанских разарача. Крстарица је била прилагођена за полагање мина и носила 34 мине.

## Тактичко-технички подаци
- Тежина:
  - 2.936 тона стандардни депласман
  - 3.644 тона пуни депласман
- Димензије:
  - Дужина: 138,90 метара
  - Ширина: 12,40 метара
  - Газ: 3.58 метара (средњи газ)
- Максимална брзина:
  - 35,5 kn (65,7 km/h)
- Погон: 8 котла „Канпон“, троцилиндрична турбина „Гихон“ - 57.900 КС
- Максимална даљина пловљења: 5.500 наутичких миља/ 10 kn (19 km/h) - 3310 наутичких миља/ 14 kn (26 km/h)
- Количина горива: 830 тона нафте и 1000 тона угља
- Наоружање:
  - Главна артиљерија: 2 × 2 + 2 × 1 топа 140 mm
  - Помоћна артиљерија: 1 × 1 топ 76 mm
  - Противавионска артиљерија: 2 × 1 митраљез 13 mm
  - Торпедне цеви: 2 x 2 610 mm
  - Мине: 34 мина
- Оклоп:
  - Оклопни појас: 35 mm (максималан)
  - Палуба: 25 mm
  - Артиљеријске куле 140 : 25
- Посада: 328 официра и морнара

## Модернизација
Током 1924. године димњак је продужен за 2 метра, како би се смањило задимљење командног моста, а 1927. године из истих разлога постављен је штит на димњаку. Након модернизације 1943/1944. године број топова 140 mm је смањен на четири, а против-авионско наоружање је чинило: 1 топ 120 mm и 25 топова 25 mm.

## Служба
Крстарица почиње рат на Пацифику као лидер 6. флотиле разарача у саставу јужних снага и узима учешће у нападу на острво Вејк током децембра 1941. године. Марта 1942. године подржава десант на Нову Гвенеју код места Лае, дге је оштећена од авиона са америчких носача авиона Ентерпрајз и Лексингтон. Током јула је у саставу четврте флоте и базира на атолу Трук, као лидер 29. дивизије разарача. Након савезничког десанта на Гвадалканал, крстарица учествује у контра-нападу адмирала Микаве, познатом као битка код острва Саво. Крајем августа је заставни брод групе која заузима заузима острва Науру и Оушн. Након тога узима учешће у одбрани Соломонових острва и лако је оштећена у Рабаулу приликом напада америчких палубних авиона. Крстарица Јубари је потопљена близу острва Палау од америчке подморнице Блуџил, 27. априла 1944. године.

## Листа Капетана
- Капетан Масао Сугиура - 31. јул 1923 — 1. децембар 1923.
- Капетан Нобуичи Јамагучи - 1. децембар 1923 — 10. новембар 1924.
- Комодор / Капетан Аиђиро Томиака - 10. новембар 1924 — 20. октобар 1925. (Унапређен у чин Капетан 1. децембра 1924)
- Капетан кијоши Ано - 20. октобар 1925 — 1. новембар 1926.
- Капетан Шинпеи Кида - 1. новембар 1926 — 1. децембар 1927.
- Капетан Шигефуса Морита - 1. децембар 1927 — 30. новембар 1929.
- Капетан Такео Кавана - 30. новембар 1929 — 15. новембар 1930.
- Капетан Сеитаро Хара - 15. новембар 1930 — 1. децембар 1931.
- Капетан Ђиро Саито - 1. децембар 1931 — 15. новембар 1933.
- Капетан Ко Кијомија - 15. новембар 1933 — 15. новембар 1934.
- Капетан Маркуис Тадашиге Даиго - 15. новембар 1934 — 25. мај 1935.
- Капетан Сеичи Харада - 25. мај 1935 — 31. октобар 1935.
- Капетан Масао Јамамото - 31. октобар 1935 — 1. децембар 1936.
- Капетан Суето Хиросе - 1. децембар 1936 — 15. новембар 1937.
- Капетан Југоро Хори - 15. новембар 1937 — 20. јул 1938.
- Капетан Шутоку Мијазато - 20. јул 1938 — 15. новембар 1938.
- Капетан Такеро Кода - 15. новембар 1938 — 1. новембар 1939.
- Капетан Мичиаки Камата - 1. новембар 1939 — 15. новембар 1939.
- Капетан Хеитаро Едо - 15. новембар 1939 — 1. новембар 1940.
- Капетан Масами Бан - 1. новембар 1940 — 15. август 1942.
- Капетан Јасуђи Хираи - 15. август 1942 — 3. мај 1943.
- Капетан Морие Фунаки - 3. мај 1943 — 26. децембар 1943.
- Капетан Ранђи Ое - 26. децембар 1943 — 30. јануар 1944.
- Капетан Такео Нара - 30. јануар 1944 — 28. април 1944.